# Черешньовська Анна
А́нна Черешньо́вська (Псевдо:«Тетяна», «Галя») (1926, с. Стежниця, нині Ліський повіт, Підкарпатське воєводство, Польща — 21 вересня 1948 с. Биличі, Самбірський район, Львівська область) — вістун, санітарка та машиністка УПА, районова УЧХ.

## Життєпис

1946 р. Закерзоння. Зліва направо у другому ряді: «Яким» та Осип Хома. У першому ряді: Богдан Крук-«Мелодія», Надія Партикевич-«Марійка», Модест Ріпецький, Анна Черешньовська, Середоха-«Борис», «Рат», Анна Скірка-«Дора», «Леся», «Скритий».

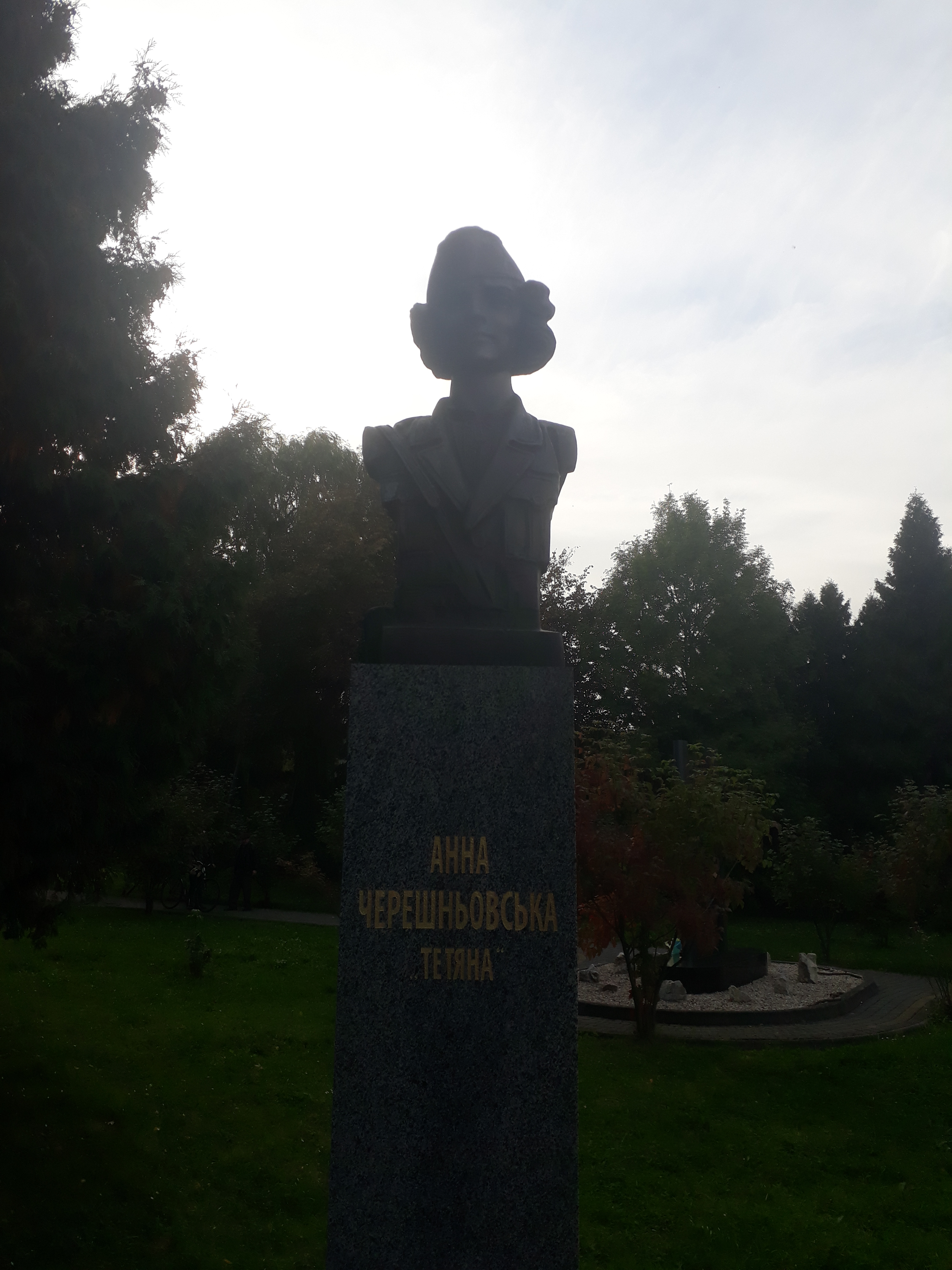
Пам'ятник Анні Черешньовській у місті Самборі

Народилася у 1926 році в українському селі Стежниця (тепер у складі Польщі). Навчалася в Стежницькій початковій та Балигородській семирічній школах. Закінчила вчительську семінарію в Криниці у 1944 році.
З 1944 року в УПА на Закерзонні. Працювала спочатку в технічній ланці «Бескид» під керівництвом односельчанина Михайла Черешньовського, який дуже тепло про неї написав у своїх спогадах: 
| Та «Тетяна», що про неї читаємо в книжці «Крізь сміх заліза», також належала до мого звена, і в усіх моїх криївках працювала. Вона була медсестрою і зв'язковою. З дому була вона Черешньовська Анна. То була дуже гарна дівчина, красуня, вчителька, закінчила вчительську семінарію в Криниці, і не лиш обличчям гарна була, а й душа в неї була чудова.[1] |
У 1946 очолювала районовий Український Червоний Хрест на Лемківщині.
Восени 1947 року у сотні під командою Степана Стебельського-«Хрона» переходить польсько-радянський кордон та перебуває в Самбірському районі. Працює машиністкою новопризначеного командира ТВ-24 «Маківка» Степана Стебельського. Виконувала також господарські функції та зійснювала розвідку. Була однією з небагатьох жінок, які мали практичний бойовий досвід.
У першій половині 1948 року записала зі слів спогади чотового Олекси Конопадського-«Островерха» та написала 14 вересня 1948 передмову до його книги, яку передали кур'єрами на Захід. (Книгу видали у Мюнхені в 1953 році).
Загинула 21 вересня 1948 року через необережне поводження із власним пістолетом.

## Вшанування пам'яті
- У місті Самбір на Площі пам'яті їй встановлено пам'ятник.